# Entoloma sericellum
Entolóma sericéllum (лат.) — вид грибов, входящий в род энтолома (Entoloma) семейства энтоломовые (Entolomataceae). Включена в подрод Alboleptonia.
Синонимы:
- Agaricus carneoalbus With. 1796
- Agaricus molluscus Lasch 1828
- Agaricus sericellus (Fr.) Fr. 1821
- Agaricus sericellus var. lutescens Fr. 1867
- Agaricus sericeus var. sericellus Fr. 1818
- Alboleptonia sericella (Fr.) Largent & R.G. Benedict 1970
- Alboleptonia sericella var. lutescens (Fr.) Largent & Benedict 1970
- Eccilia carneoalbus (With.) Quél. 1880
- Eccilia mollusca (Lasch) D.A. Reid 1958
- Eccilia sericella (Fr.) Singer 1947
- Entoloma sericellum var. decurrens Boud. 1904
- Hyporrhodius sericellus (Fr.) J. Schrot. 1889
- Leptonia aurea Velen. 1921
- Leptonia sericella (Fr.) Barbier 1902
- Leptonia sericella var. decurrens (Boud.) Rea 1922
- Rhodophyllus carneoalbus (With.) Quél. 1886
- Rhodophyllus kervernii sensu Romagn. 1953
- Rhodophyllus sericellus (Fr.) Quél. 1886

## Биологическое описание
- Шляпка 0,4—4 см в диаметре, у молодых грибов конической или полушаровидной формы, затем раскрывается до выпуклой, реже до почти плоской, обычно с углублением в центре, у молодых грибов с подвёрнутым краем, негигрофанная. Поверхность шляпки обычно белая, с возрастом в центре желтеющая, иногда светло-жёлтая, у молодых грибов волокнистая, затем шелковисто-чешуйчатая, ближе к краю гладкая.
- Мякоть в шляпке тонкая, в ножке волокнистая, белого или светло-жёлтого цвета, со слабым травяным или мучнистым запахом, без особого вкуса.
- Гименофор пластинчатый, пластинки довольно редкие, приросшие к ножке или с нисходящими на неё зубцами, белого, затем розового цвета, с ровным краем.
- Ножка 2—6 см длиной и 0,2—0,4 см толщиной, ровная, иногда слабо утолщающаяся или утончающаяся к основанию, в просвечивающаяся, белая или светло-жёлтая, обычно более светлая, чем шляпка, в верхней части иногда с мелкими хлопьями, ниже слабо разлинованная. Кольцо отсутствует.
- Споровый порошок светло-розового цвета. Споры 8—12,5×6—9,5 мкм, 5—8-угольные. Базидии обычно четырёхспоровые, реже двуспоровые, с пряжками, 25—45×8—11,5 мкм. Хейлоцистиды фляжковидной, веретеновидной или почти цилиндрической формы, 25—85×8—16 мкм. Кутикула шляпки — кутис или триходермис, состоит из цилиндрических или веретеновидных гиф до 15 мкм толщиной, с утолщёнными до 35 мкм концами.

Токсические свойства Entoloma sericellum не изучены.

## Ареал и экология
Entoloma sericellum широко распространена в Европе и на севере Северной Америки. Произрастает одиночно или небольшими группами на влажной или песчаной почве, также на обочинах дорог и в широколиственных лесах.